# Liliane Pande Muaba
Liliane Pande Mwaba est une femme politique de la république démocratique du Congo, membre de la Coalition des Démocrates du Congo (en) (CODECO)
Depuis le 5 février 2007, elle est ministre des Affaires foncières dans le gouvernement d'Antoine Gizenga